# Autoéquipement
L'autoéquipement (aussi appelé « livraison à soi-même » dans le plan comptable général français), est une pratique du monde de l'entreprise (dans l'industrie, le BTP, mais aussi l'informatique) consistant à utiliser ses propres produits pour réduire ses coûts d'équipement, amortir ses séries industrielles, et se confronter directement à leurs qualités et défauts.

## Exemples
En 1988, le groupe Bouygues a construit son siège social Challenger dans une logique d'autoéquipement.
Dès les années 1980, Apple a pratiqué cette méthode après que Michael Scott a rédigé une notice appelant son entreprise à ne plus acheter de machines à écrire afin de privilégier les ordinateurs de la société. Il comptait ainsi faire disparaître les machines à écrire des bureaux d'Apple en 1981 afin de montrer à leurs clients la fiabilité des produits de l'entreprise.
De la même façon, Microsoft a développé Windows NT dans une démarche d'autoéquipement, en développant ce système d'exploitation à partir des versions de développement de ce dernier. Cela permettait d'utiliser le produit dans de réelles conditions et détecter le plus rapidement les dysfonctionnements.
En août 2012, Facebook déclare inciter ses employés à utiliser la version Android de son application mobile, afin d'en améliorer l’ergonomie. En effet, plus de la moitié des utilisateurs du réseau social américain utilise la version mobile et l'éditeur souhaite montrer à ses employés que le logiciel ne répond pas aux normes fixées par l'entreprise.